# فولوديمير ديتشكو
فولوديمير ديتشكو (بالأوكرانية: Дичко Володимир Вікторович)‏ هو لاعب كرة قدم أوكراني في مركز الدفاع، ولد في 7 سبتمبر 1972 في Kalmiuske ‏ في أوكرانيا. لعب مع نادي أورداباسي ونادي إيليتشيفيتس ماريوبول ونادي غوميل ونادي فورسكلا بولتافا.

## وصلات خارجية
- فولوديمير ديتشكو على موقع اتحاد أوكرانيا (الإنجليزية)
- فولوديمير ديتشكو على موقع قاعدة بيانات كرة القدم.إي يو (الإنجليزية)
- فولوديمير ديتشكو على موقع Soccerway.com (الإنجليزية)
- فولوديمير ديتشكو على موقع عالم كرة القدم.نت (الإنجليزية)